# Friedmann-Knoller

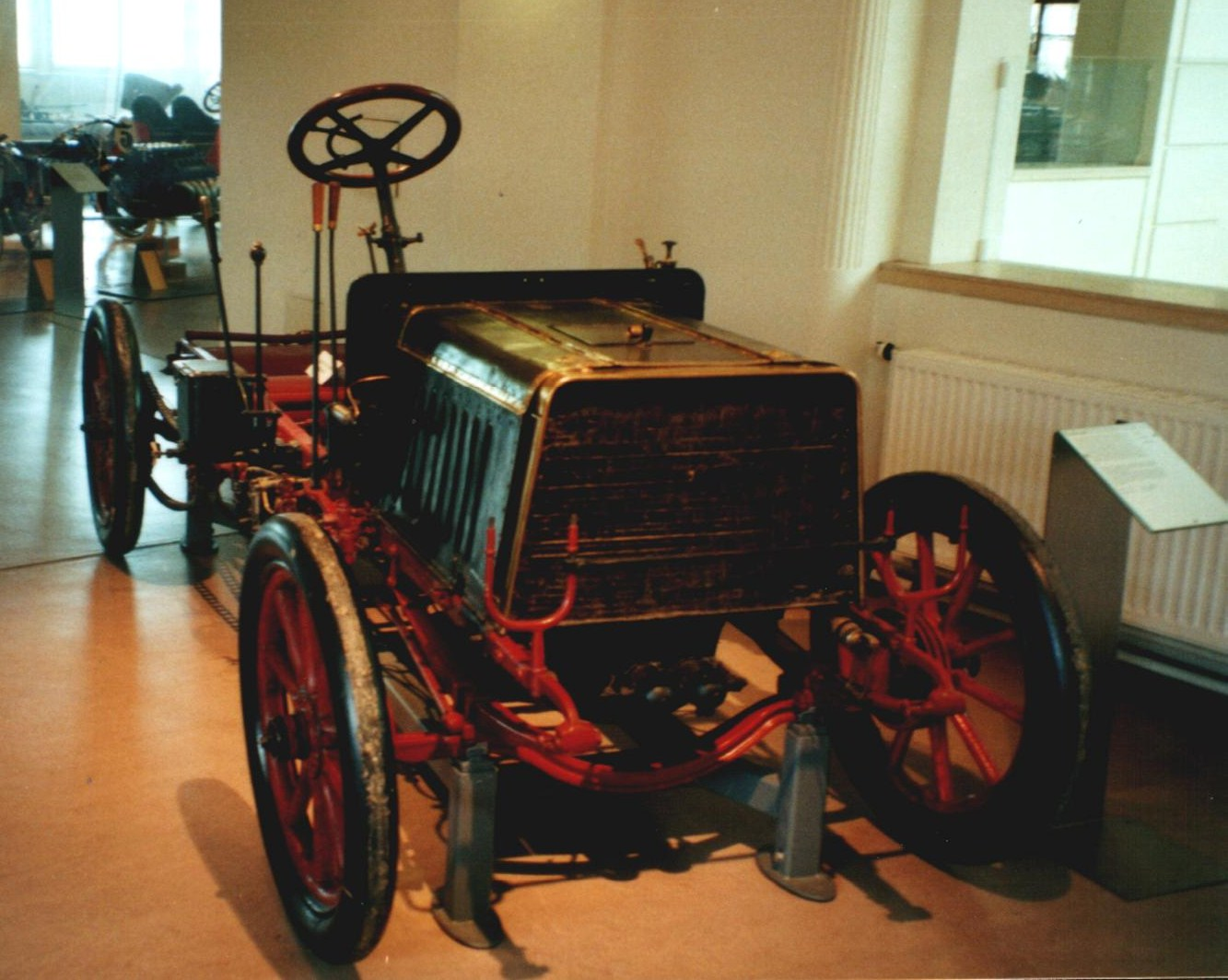
Friedmann-Knoller (1904)

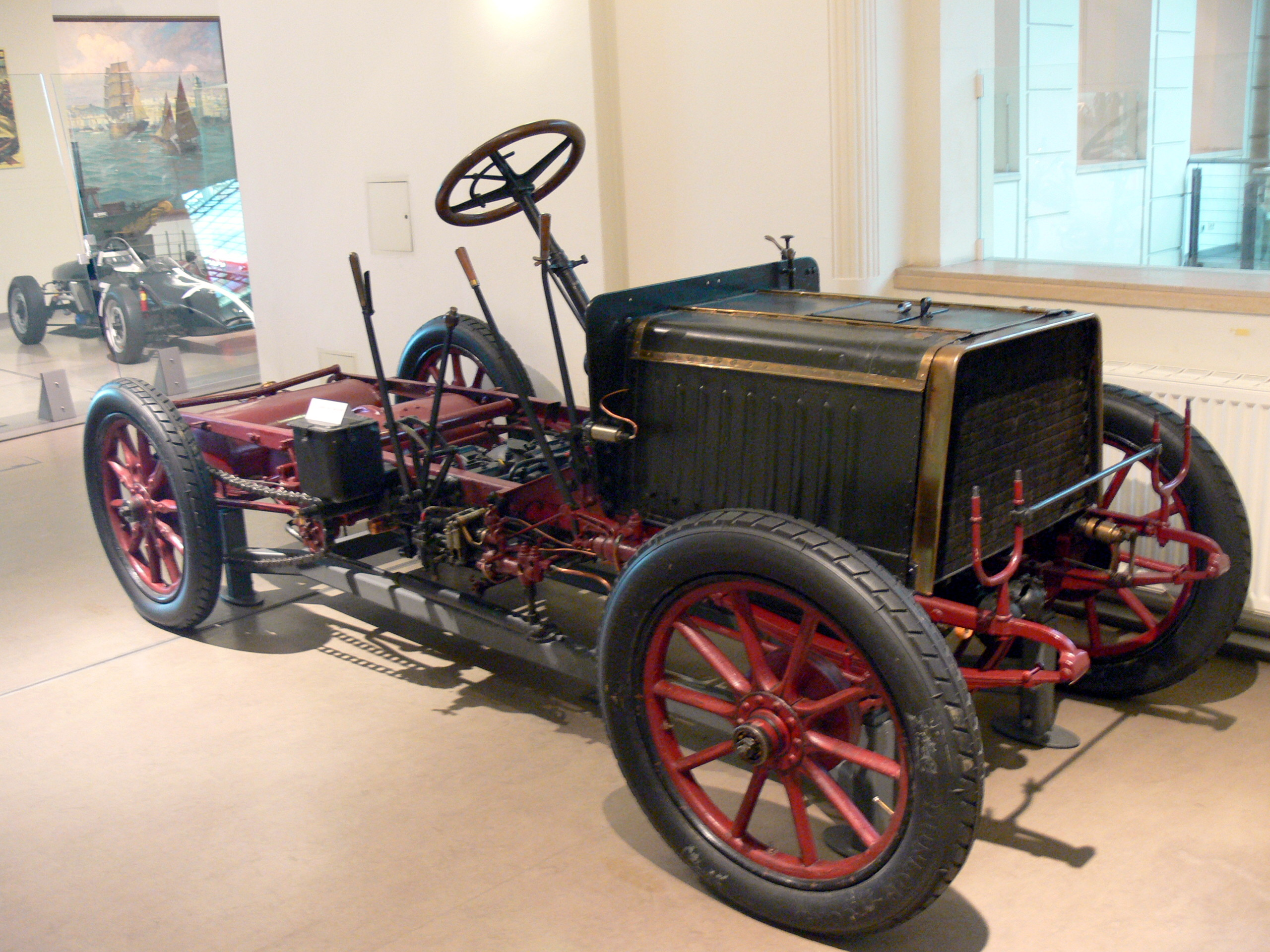
Automobil Richard Knoller (1904)

Firma Friedmann-Knoller byla výrobcem automobilů v Rakousko-Uhersku. Sídlila ve Vídni.

## Historie firmy
Vídeňský podnikatel Max Friedmann, syn průmyslníka Alexandra Friedmanna, začal v roce 1904 s výrobou automobilů. Po vzniku několika exemplářů byla produkce v roce 1910 zastavena.

## Automobily
Konstruktérem vozů byl Richard Knoller (1869–1926), jenž se později stal konstruktérem letadel a pedagogem na vídeňské Technické univerzitě. Jím navržené vozy poháněl parní motor, podobný tomu, jímž osazovala své vozy firma Serpollet Léona Serpolleta. Jeho výkon přenášel na zadní nápravu řetěz.
Jedno vozidlo značky je vystaveno v Technisches Museum Wien.